# Toxognathus
Toxognathus là một chi bọ cánh cứng trong họ 
Elateridae.
Chi này được miêu tả khoa học năm 1878 bởi Fairmaire.

## Các loài
Các loài trong chi này gồm:
- Toxognathus bakeri Fleutiaux, 1940
- Toxognathus beauchenei Fleutiaux, 1918
- Toxognathus coomani Fleutiaux, 1940
- Toxognathus costulatus Fairmaire, 1878
- Toxognathus dohertyi Fleutiaux, 1940
- Toxognathus fairmairei Fleutiaux, 1940
- Toxognathus mouhoti Fleutiaux, 1918